# Dilworth
Dilworth var en civil parish från 1866 till 1974 då den blev en del av Longridge, i grevskapet Lancashire, i England. Denna civil parish var belägen 27 km från Lancaster och hade 2 326 invånare år 1951. Byn nämndes i Domedagsboken (Domesday Book) år 1086, och kallades då Bilewrde.